# Tempête de l'Atacama de 2015
La tempête de l'Atacama de 2015 correspond à un évènement météorologique inhabituel de fortes précipitations, produit par le passage d'une dépression coupée au-dessus des Andes, les 24 et 26 mars 2015 dans la région d'Atacama au Chili. Les pluies abondantes dans toute la région ont causé la crue et le débordement subséquent des rivières Copiapó et El Salado, ainsi que provoqué des glissements de terrain. Un grand nombre de personnes furent tuées, les routes furent coupées isolant les populations sinistrées, des demeures furent détruites, les pannes de courant et des communications furent généralisées. 
La présidente Michelle Bachelet a déclaré la zone sinistrée le 25 mars, mettant sous un régime d'exception constitutionnel toute la région d'Atacama, pour permettre aux Forces armées de prendre le contrôle des opérations. Le phénomène météorologique a été qualifié par le gouvernement chilien de « plus grand désastre pluviométrique depuis 80 ans »,.

## Évolution météorologique
Une dépression coupée, soit une circulation dépressionnaire coupée de la circulation atmosphérique générale et où l'on retrouve une masse d’air froid sans ligne de séparation avec les masses d’air environnantes (sans fronts),, est passée de la côte nord du Chili du 24 au 26 mars. Cette configuration météorologique est typique d'une situation de blocage qui peut persister des jours. Les fortes pluies qui l'accompagnaient ont touché les régions de Antofagasta, Atacama et de Coquimbo.
Le chef du Service météorologique du Chili, Jaime Leyton, a expliqué qu'au contraire du passage d'un front froid, qui donne une période de pluie définie; dans une dépression froide, les nuages et la pluie viennent par bandes successives qui tournent autour du centre dépressionnaire se déplaçant peu. Cette situation est inhabituelle pour cette période de l'année dans la nord du Chili, tant par son intensité que par sa couverture. 
Il est tombé 24,4 mm à Antofagasta le 25 mars, alors que la moyenne annuelle n’est que de 3,7 mm, et 4 mm sur la station météorologique de Quillagua où il n’avait pas plu significativement depuis 23 ans. La température du Pacifique, supérieure à la normale parce qu'en période d'El Niño, serait en partie responsable du phénomène.

## Impacts

### Région d'Antofagasta
Environ 50 000 personnes ont été évacuées dans zones montagneuses des ravins de Uribe, Fallerones et La Chimba durant l'état d'exception constitutionnelle, malgré la résistance de certains résidents. À Quebrada Blanca, une avalanche n'a pas fait de victimes, seulement des dégâts matériels. Cependant, la rupture d'un étang dans la section centrale de la haute-ville a causé un mort et trois blessés.
Une série d'avalanches a frappé la ville de Taltal les 25 et 26 à la suite de l'effondrement d'un bassin de rétention des eaux pluviales. Environ 3 000 personnes furent affectées. Plusieurs hôpitaux ont subi des dommages à travers la région d'Antofagasta, certains ont été rendus inutilisables durant un certain temps et les malades ont dû être évacués, d'autres fonctionnaient partiellement. La route CH-1 à Tocopilla a été coupée par une avalanche. Les passages frontaliers avec l'Argentine et la Bolivie (Sico, Jama, Hito Cajon et Ollagüe) ont été fermés à cause des conditions météorologiques.

### Région de l'Atacama
La région désertique d'Atacama, à 800 kilomètres au nord de Santiago, a été la plus touchée, avec 17 coulées de boue simultanées, la pluie provoquant la fonte des neiges de la cordillère des Andes selon les autorités. Le tout a également causé le débordement des rivières Salado et Copiapó. L’eau, charriant des pierres et de la terre, a envahi les villes, détruit des ponts et emporté des milliers de maisons. Les principales mines de cuivre, essentielles à l'économie du Chili, furent aussi affectées.
10 683 clients ont été affectés par une panne de courant dans les différents secteurs des communes de Copiapó, Caldera et Tierra Amarilla. Le réseau de fibre optique qui relie les communes nord du Chili fut endommagé et les communications furent touchées. De nombreux vols furent suspendus avec le reste du pays. Le stade Luis Valenzuela Hermosilla fut complètement inondé. 
Selon le ministère de la Santé, à 13 h 0 locale le 25, l'alerte santé fut lancée pour Alto del Carmen, Copiapó, Diego de Almagro et Tierra Amarilla, à la suite des inondations et du débordement de la rivière Copiapó près de l'aérodrome du centre commercial de la ville. Les eaux ont inondé les rues et la route est parallèle à la rivière. Selon le ministère de l'Éducation, toutes les écoles furent fermées le 24 mars, les crèches et les jardins d'enfants à travers la région de l'Atacama restèrent fermés pour le reste de la semaine.

### Région de Coquimbo

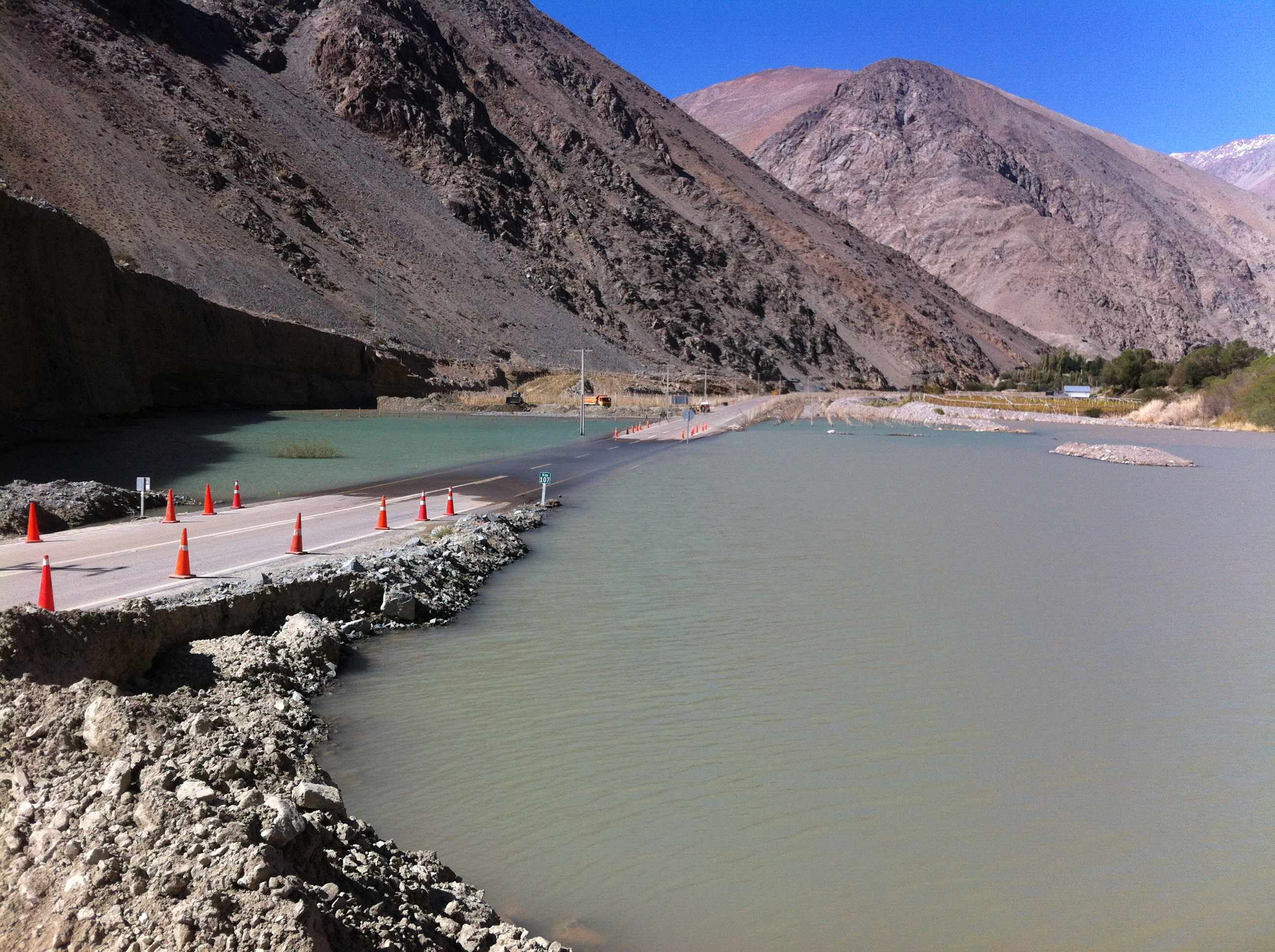
Route 41 à Vicuña coupée par les inondations.

À l'aube du 25 mars, les divers villes et villages de la région de Coquimbo s'étaient réveillés sous la pluie. Un violent orage frappa La Serena et Coquimbo, endommageant des infrastructures, dont une mosquée qui fut frappée par la foudre. Plusieurs pannes d'électricité avaient été signalées ainsi que de la grêle dans la région d'El Molle, dans la vallée de l'Elqui. Dans la commune de Vicuña, les débordements fluviaux, en particulier dans la gorge de Leiva, ont inondé les zones du centre-ville de la ville touchant 80 maisons et 120 personnes. 
Dans le bassin versant du fleuve Elqui, le transport des sédiments força la compagnie Aguas del Valle à suspendre le service de l'eau dans les différents secteurs de La Serena et Coquimbo.

## Secours

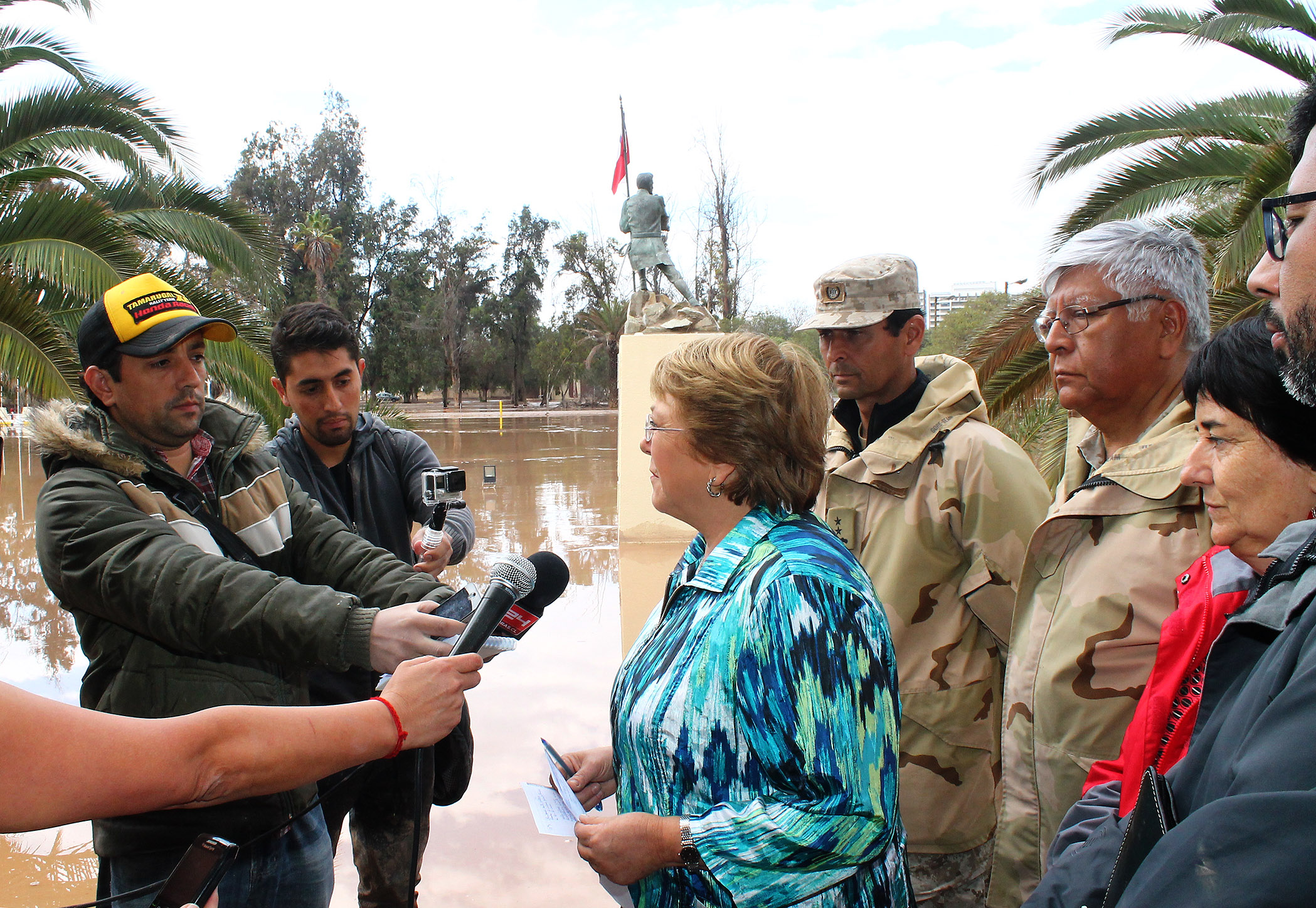
Conférence de presse à Copiapó par la présidente.

La présidente chilienne a annulé sa participation au Sommet des Amériques à Panama, et ordonné le déploiement de milliers de soldats et de policiers dans la région. Elle a visité la zone sinistrée et a promis sa reconstruction. Les équipes de secours ont pu rétablir les services essentiels dès le début d'avril et ont fourni des centaines de tonnes d'aliments et de produits nécessaires à l'hygiène et la santé. Le gouvernement a dépêché dans la région 89 000 doses de vaccin contre la grippe, 27 000 contre le tétanos et 7 600 contre l'hépatite A.
Plusieurs pays ont offert de l'aide :
- Bolivie : Le président  Evo Morales a annoncé l’envoi de 13 tonnes d’eau embouteillée vers la zone sinistrée[22] ;
- Chine : Le ministère du Commerce a annoncé qu'il offrait au Chili l’équivalent de 309 747 500 pesos chiliens pour récupérer des inondations du nord du pays[23] ;
- Colombie : Le gouvernement colombien a livré 15 tonnes d'aide humanitaire au Chili pour répondre aux près de 30 000 sinistrés par les intempéries. Les marchandises transportées de Colombie se composent de couvertures, de matelas gonflables, de kits d'hygiène personnelle, de beaucoup de nourriture et d'eau, ainsi que d'autres nécessités de base pour les personnes touchées. Ce fret humanitaire a été livré par l'ambassadeur au Chili, Alvaro Mauricio Echeverri, a précisé le ministère des Affaires étrangères dans un communiqué[24] ;
- Corée du Sud : L’ambassadeur Ji-eun Yu a exprimé ses condoléances et annoncé le don de 100 000 $US en articles de première nécessité aux sinistrés[25] ;
- États-Unis : Le gouvernement des États-Unis a exprimé ses condoléances aux familles des victimes et annoncé le don de 100 000 $US en matériel d’urgence dont des lits, des matelas, des couvertures et des ensembles sanitaires[26] ;
- Japon: Le gouvernement du Japon a annoncé l’envoi de matériel d’urgence pour une valeur de 16 millionsYens  (135 000 $US)[27] ;
- Mexique : Le ministère des Affaires étrangères a annoncé que 100 000 $US  seront dépensés en fournitures pour les victimes[28] ;
- Panama : Le ministère des Affaires étrangères a déclaré dans un communiqué que le gouvernement « exprime ses condoléances et sa solidarité Chili pour les pertes humaines en raison de crues dans le nord de ce pays frère. » En outre, le président Juan Carlos Varela a dit dans un message sur Twitter sa «solidarité avec le peuple et le gouvernement du Chili par les récents événements »[29] ;
- Vatican : Le secrétaire d’état du Saint-Siège, le cardinal Pietro Parolin, a indiqué que le Saint-Père priait pour le repos éternel des défunts demandait au Seigneur de donner la consolation et la force de ceux qui sont touchés par cette catastrophe[30] ;
- Venezuela : Le ministère vénézuélien des Affaires étrangères a dit dans un communiqué que « Le gouvernement de la République du Chili et de ses habitants peut compter sur la République bolivarienne du Venezuela, dans la solidarité, la coopération et l'amitié »[31].